# Toyohisa Araki
Toyohisa Araki (荒木 とよひさ, Araki Toyohisa) ou nom de naissance Toyohisa Araki (荒木 豊久, Araki Toyohisa), né le 19 septembre 1943 à Dalian, province du Liaoning, en Chine, alors état fantoche du Mandchoukouo (1932 — 1945), est un parolier et compositeur de chansons japonais, membre de l'Association des paroliers du Japon (ja) (japonais : 日本作詩家協会).
Il est notamment connu pour la chanson Shiki no uta (四季の歌).

## Œuvres

### Cinéma
- 2003 : 『いつかA列車に乗って (ja)』 (Itsuka e ttorein ni notte?), (anglais : Take the A train, someday) en tant que réalisateur[1] (OCLC 675459456)

### Littérature
- (ja) 荒木とよひさ et 俵万智, 恋文, 東京, 主婦と生活社,‎ 2003 (ISBN 978-4-391-12800-0, OCLC 56507688) (fiction)

### Articles
- (ja) 荒木とよひさ, 俵 万智, 倉田 波 et アラキ トヨヒサ, « 対談-作詞家と歌人が恋文をかわすとき 荒木とよひさ(作詞家)×俵万智(歌人)--女が知らない男の淋しさ », 婦人公論, vol. 99, no 10,‎ 22 mai 2003, p. 152-155 (OCLC 5179019112)